# Belsentes
Belsentes ist eine französische Gemeinde mit 542 Einwohnern (Stand: 1. Januar 2022) im Département Ardèche in der Region Auvergne-Rhône-Alpes. Sie gehört zum Kanton Le Cheylard im Arrondissement Tournon-sur-Rhône. 
Sie entstand mit Wirkung vom 1. Januar 2019 als Commune nouvelle durch die Zusammenlegung der bisherigen Gemeinden Nonières und Saint-Julien-Labrousse, die in der neuen Gemeinde den Status einer Commune déléguée haben. Der Verwaltungssitz befindet sich im Ort Nonières.

## Gliederung
| Ortsteil                   | ehemaliger INSEE-Code | Fläche (km²) | Einwohnerzahl (2022) |
| -------------------------- | --------------------- | ------------ | -------------------- |
| Nonières (Verwaltungssitz) | 07165                 | 09,34        | 212                  |
| Saint-Julien-Labrousse     | 07256                 | 16,47        | 330                  |

## Lage
Nachbargemeinden sind Saint-Jean-Roure und Saint-Agrève im Nordwesten, Saint-Prix im Norden, Saint-Basile im Nordosten, Saint-Jean-Chambre im Osten, Chalencon im Südosten, Beauvène und Saint-Barthélemy-le-Meil im Süden, Saint-Michel-d’Aurance im Südwesten und Saint-Cierge-sous-le-Cheylard im Westen.